# Rhodocleptria boisduvalii
Rhodocleptria boisduvalii là một loài bướm đêm trong họ Noctuidae.